# Amauropelma torbjorni
Amauropelma torbjorni är en spindelart som beskrevs av Raven och Gray 200. Amauropelma torbjorni ingår i släktet Amauropelma och familjen Ctenidae.
Artens utbredningsområde är Queensland. Inga underarter finns listade i Catalogue of Life.